# توماس سونسون
توماس سونسون (انگلیسی: Tomas Svensson؛ زادهٔ ۲۲ اوت ۱۹۶۸) بازیکن هندبال اهل سوئد است.
از باشگاه‌هایی که در آن بازی کرده‌است می‌توان به باشگاه فوتبال بارسلونا اشاره کرد.